# La Bauma (Perafita)
La Bauma és una casa de Perafita (Lluçanès) inclosa a l'Inventari del Patrimoni Arquitectònic de Catalunya.

## Descripció
Edifici de planta rectangular, de dos pisos, i teulat a doble vessant. Els murs són de pedra construïts amb peces irregulars però ben arreglades i carreus ben tallats a les cantonades de l'edifici. La façana presenta una porta amb llinda de fusta i tres finestres totes elles a la meitat dreta de la façana. La part esquerre de la façana està construïda per a poder-hi adossar un cos avançat de planta rectangular del qual sols es conserva el mur esquerra i part de la cantonada avançada.

## Història
Situada en un lloc on tradicionalment hi passaven els remats de xais, els habitants de la Bauma, i de les cases veïnes de Rocatova de Dalt i Rocatova de Baix es dedicaven temporalment a esquilar aquesta bestia sempre que ho convinguessin bé amb els portadors dels remats.